# Nachal Amiram
Nachal Amiram (hebrejsky: נחל עמירם) je vádí v severním Izraeli, v pohoří Karmel a v pobřežní nížině.
Začíná v nadmořské výšce necelých 300 metrů nad mořem, v jižní části města Haifa, na zalesněných svazích na okraji haifských čtvrtí Ramat Begin a Ramat Eškol. Odtud vádí směřuje k západu zalesněnou krajinou a prudce klesá do pobřežní nížiny. Zde je vádí svedeno do umělých vodotečí, které jsou zaústěny do Středozemního moře, přičemž úzký pruh pobřežní nížiny je z větší části stavebně využit.